# Underneath the Tree
"Underneath the Tree" é uma canção da cantora norte-americana Kelly Clarkson, gravada para o seu sexto álbum de estúdio e primeiro de Natal Wrapped in Red. Foi composta pela própria intérprete com auxílio de Greg Kurstin, sendo que o último também esteve a cargo da produção. A sua gravação ocorreu em 2012 no estúdio de gravação Echo, em Los Angeles, na Califórnia. A música foi enviada para as rádios norte-americanas a 5 de novembro de 2013 e disponibilizada digitalmente na loja iTunes do Reino Unido a 22 do mesmo mês. A sua promoção foi movida pela editora RCA Records, servindo como primeiro single do disco temático.
A canção possui uma temática natalícia que fala sobre a gratidão pelo companheirismo durante a quadra festiva, na qual o amado é referenciado como o único presente necessário "debaixo da árvore". Acompanhada por vários sons instrumentais, a música incorpora um tratamento Wall of Sound, juntamente com tinidos de sinos e campainhas para recriar a atmosfera da época. A obra recebeu na sua maioria críticas positivas, em que alguns analistas elogiaram a faixa como sendo o destaque do disco e tendo potencial para se tornar num clássico de Natal. Foram ainda feitas comparações ao tradicional moderno de 1994 "All I Want for Christmas Is You", de Mariah Carey. 
Comercialmente, atingiu a liderança das tabelas musicais das rádios adult contemporary do Canadá e Estados Unidos, conseguindo ainda alcançar as quarenta primeiras posições em países como Coreia do Sul, Países Baixos e Reino Unido. O vídeo musical, filmado pelo diretor inglês Hamish Hamilton, apresenta uma atuação ao vivo realizada durante o especial de televisão Kelly Clarkson's Cautionary Christmas Music Tale, gravado em Las Vegas. Além disso, a artista também promoveu o tema em vários programas de televisão, como Late Night with Jimmy Fallon, e na competição de talentos norte-americana The Voice.

## Conceção e composição
Após gravar várias faixas para o seu álbum de grandes êxitos Greatest Hits – Chapter One, Clarkson começou a debater no final de 2012 com a sua editora discográfica RCA Records planos para o lançamento de um disco de Natal. A cantora iniciou o processo de conceção de material, recrutando Greg Kurstin, com o qual já tinha trabalhado anteriormente. O produtor ficou encarregue da produção da obra, e juntamente com Kelly, escreveram os temas "Underneath the Tree" e "4 Carats". Greg aplicou à obra a fórmula de produção Wall of Sound, desenvolvida por Phil Spector, aspeto que foi referenciado pela revista Billboard e pelo portal HitFix. Todos os vocais foram fornecidos por Kelly, que considerou a experiência como nova e ressalvou que tinha sido agradável "ser o seu próprio coro".
"Underneath the Tree" é uma canção de tempo acelerado de temática natalícia que incorpora elementos de estilo pop. A sua gravação decorreu em 2013 no estúdio de gravação Echo, em Los Angeles, na Califórnia. A sua composição foi efetuada pela própria intérprete com auxílio de Greg Kurstin, sendo que o último também esteve a cargo da produção, fazendo parte de cinco temas originais concebidos para Wrapped in Red. De acordo com a partitura publicada pela EMI Music Publishing, a música é definida no tempo de assinatura comum com um metrónomo de 160 batidas por minuto. Composta na chave de mi bemol maior, possui um alcance vocal que vai desde da nota baixa de mi bemol para a nota de alta de sol. Além de utilizar Wall of Sound, incorpora vários outros sons, como melodia de sinos e trenós que também são proeminentemente ouvidos na música. A sua ponte foi construída com a utilização de instrumentos musicais como fliscorne, melofone, saxofones, trompete, baixo, bateria, guitarra e teclado, cuja responsabilidade recaiu sobre Kurstin e David Ralicke. Jesse Shatkin e Kurstin trataram da engenharia, sendo que o último também esteve a cargo da programação. Serban Ghenea ficou incumbido da mistura e John Hanes da sua respetiva engenharia.

## Lançamento e receção
A 18 de outubro de 2013, a faixa foi colocada no canal oficial da cantora através do serviço Vevo. A RCA Records acabou por enviar o tema para as rádios adult contemporary do Canadá e Estados Unidos a 5 de novembro do mesmo ano, fazendo parte da campanha de promoção de Wrapped in Red como primeiro single. Foi ainda disponibilizado para descarga digital na loja digita da Apple, iTunes, a 22 de novembro no Reino Unido e a 9 de dezembro nos Estados Unidos. Um extended play (EP) de remisturas foi lançado internacionalmente a 17 de dezembro de 2013.

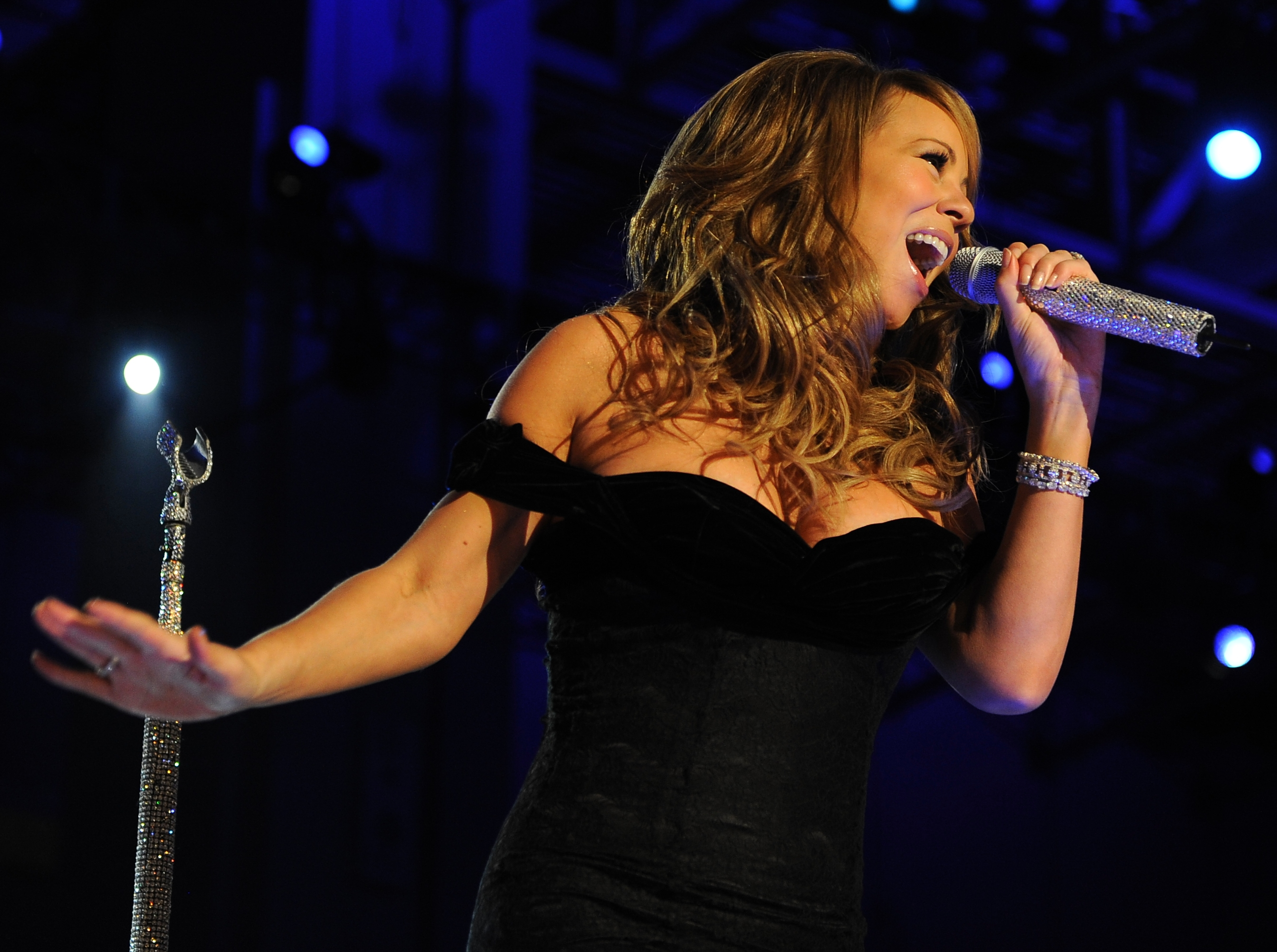
Os críticos especializados compararam com aprovação "Underneath the Tree" ao clássico tradicional de Natal de 1994 "All I Want for Christmas Is You", originalmente cantado por Mariah Carey (imagem).

Após o lançamento do álbum completo, "Underneath the Tree" recebeu aclamação da crítica especializada de música, elogiando-a como um destaque no disco e um possível futuro clássico de Natal. Marisa Fox, da revista norte-americana Billboard, sentiu que era "a maior surpresa" do projeto e descreveu-a como otimista e com vocais ao estilo de Darlene Love. While Mikael Wood do Los Angeles Times adjetivou a faixa de "notavelmente alegre" e assumiu que era a melhor tentativa possível para "chamar o espírito" festivo. Sarah Rodman, do The Boston Globe, escreveu que a canção era "saltitante" e uma ótima banda sonora "para passeios de trenó na neve", terminando por referir que era a melhor de todo o alinhamento do disco. Na sua análise, Carl Williott, do sítio Idolator, apontou que a música "soa instantaneamente familiar - sinos, [sons de] trenó, lamentos sobre um solitário dia de Natal, um solo de saxofone - mas ao possuir um refrão bem concebido e vocais transcendentes, torna-se meio revigorante". Christina Vinson, do portal Taste of Country, comentou que a melodia "tem tudo o que uma música natalícia poderia querer: jazz, sons de saxofone e sinos tilintando, tudo misturado numa obra festiva otimista e cativante", concluindo com um elogio ao "brilho" de Clarkson que sublinhou ser necessário para "complementar a produção e refrão atrativos".
Vários críticos acabaram por comparar com aprovação a obra ao clássico tradicional moderno da quadra "All I Want for Christmas Is You" (1994), cantado originalmente por Mariah Carey. Peter Edge, presidente executivo da RCA Records, admitiu que o trabalho de Carey tinha servido de inspiração para conceber "Underneath the Tree". Williott prosseguiu afirmando que o esforço de Kelly é "forte o suficiente para entrar no panteão dos modernos de Natal como "All I Want For Christmas Is You" e "Merry Christmas, Happy Holidays", da banda 'N Sync". Jenna Hally Rubenstein, da MTV News, observou que "se podemos ser tão ousados, [a faixa] está definitivamente a par com outros originais impecáveis de Natal". Sal Cinquemani, da Slant Magazine, enfatizou as semelhanças temáticas das duas músicas, concluindo que Clarkson poderia ter "encontrado o seu próprio padrão contemporâneo". Melinda Newman, do portal HitFix, elogiou os sons melódicos da canção e referiu que esta "poderia alcançar um raro feito de se tornar um novo clássico natalício". Hugh Montgomery, do The Independent, aplaudiu o single como tendo um "solo de saxofone audacioso" e classificou-o como "um vencedor em todas as frentes". Ainda assim, também ocorreram análises discordantes em relação ao projeto; como foi o caso de Caroline Sullivan, do diário britânico The Guardian. Sullivan afirmou que era uma cópia dececionante e óbvia do histérico "All I Want for Christmas Is You", de Mariah Carey, mas não prejudica o contentamento [que transmite]".

## Vídeo musical
Na véspera do lançamento de Wrapped in Red, a editora RCA Records lançou um vídeo lírico com animações para promover "Underneath the Tree", com cenas de patinagem no gelo, uma cidade coberta de neve e abundantes árvores de Natal. A sua receção foi positiva, com Sam Lansky do sítio Idolator descrevendo-o como "um acompanhamento visual agradável para a canção que acrescenta um impulso natalício extra ao seu já efervescente espírito". O teledisco oficial estreou a 3 de dezembro de 2013 através do serviço Vevo, composto pela gravação da atuação ao vivo em palco durante o especial de televisão transmitido pela National Broadcasting Company, Kelly Clarkson's Cautionary Christmas Music Tale, com direção a cargo do inglês Hamish Hamilton.

## Divulgação
Clarkson interpretou "Underneath the Tree" em vários programas de televisão. A primeira atuação ao vivo aconteceu a 26 de novembro de 2013, durante o The Today Show. Além de ter cantado em palco no Kelly Clarkson's Cautionary Christmas Music Tale, cuja versão serviu para o vídeo musical oficial, foi concebida uma outra performance em que Kelly foi acompanhada por crianças. A canção foi novamente promovida na quinta temporada da competição de canto norte-americana The Voice a 3 de dezembro de 2013. Dois dias depois, a artista voltou a apresentar o tema no The Ellen DeGeneres Show e de seguida no Late Night with Jimmy Fallon. Durante a quadra natalícia de 2016, a cantora voltou a difundir a faixa no programa especial televisivo The Wonderful World of Disney: Magical Holiday Celebration na estância turística Walt Disney World, sendo que esta gravação foi posteriormente utilizada no filme de comédia festivo morte-americano Office Christmas Party.

## Faixas e formatos
| Descarga digital |                       |         |  |
| N.º              | Título                | Duração |  |
| 1.               | "Underneath the Tree" | 3:49    |  |

| EP digital de remisturas |                                                                    |         |  |
| N.º                      | Título                                                             | Duração |  |
| 1.                       | "Underneath the Tree" (Cutmore Christmas Sleigh Ride Radio Mix)    | 3:56    |  |
| 2.                       | "Underneath the Tree" (Morlando Radio Mix)                         | 3:47    |  |
| 3.                       | "Underneath the Tree" (Cutmore Christmas Sleigh Ride Extended Mix) | 6:24    |  |
| 4.                       | "Underneath the Tree" (Morlando Remix)                             | 5:41    |  |

## Créditos
Todo o processo de elaboração da canção atribui os seguintes créditos pessoais:
- Kelly Clarkson - vocais, composição;
- Jesse Shatkin - engenharia;
- Greg Kurstin - composição, produção, baixo, bateria, engenharia, guitarra, teclado, programação;
- Serban Ghenea - mistura;
- John Hanes - engenharia de mistura;
- David Ralicke - fliscorne, melofone, saxofones (tenor, barítono), trombone, trompete.

## Desempenho comercial
Após o lançamento de Wrapped in Red, "Underneath the Tree" debutou na quarta posição da Billboard Holiday Digital Songs dos Estados Unidos durante a semana de 16 de novembro de 2013. Semanas depois, após o seu lançamento como single, obteve o terceiro lugar como melhor. Como consequência da sua promoção nas rádios norte-americanas, a faixa alcançou a liderança da Billboard Adult Contemporary em dezembro, tornando-se a primeira depois de "Stronger (What Doesn't Kill You)" (2012). No mesmo período, estreou-se na Billboard Holiday 100 em 34.º, sendo a segunda entrada da cantora na lista seguida de "I'll Be Home for Christmas" (2011). Na semana de 21 de dezembro de 2013, o tema entrou na tabela musical principal Hot 100 na 92.ª posição e atingiu a 78.ª como melhor em janeiro de 2014. Brian Mansfield, do jornal USA Today, revelou que foi a música natalícia mais tocada nas rádios norte-americanas em 2013. Num relatório publicado pela ASCAP, a melodia foi listada como a mais tocada no seu repertório em 2015 do género temático. Numa edição de 2017 de um ensaio opinativo da publicação Pitchfork Media, um dos seus colaboradores, Grayson Haver Currin, redigiu que tica ficado provado o estatuto de "novo clássico de Natal" da canção juntamente com "All I Want for Christmas Is You".
A nível global, a obra alcançou as quarenta primeiras posições das tabelas musicais de quatro países: Bélgica, Canadá, Reino Unido e Países Baixos (Dutch Top 40). Em território britânico, a música vendeu 118 mil cópias até dezembro de 2017. Na Dutch Top 40, que avalia os temas com melhor desempenho nos Países Baixos, "Underneath the Tree" tornou-se na primeira tentativa de Clarkson a subir aos primeiros quarenta lugares, algo que não acontecia desde 2009 com "I Do Not Hook Up". A faixa esteve posicionada ainda nas listas das mais vendidas da Alemanha, Áustria, Coreia do Sul, Irlanda, Japão e Suíça.
| Tabela musical (2013-2017)                    | Melhor posição |
| --------------------------------------------- | -------------- |
| Alemanha - Single-Charts                      | 43             |
| Áustria - Ö3 Austria Top 40                   | 60             |
| Bélgica - Ultratip (Flandres)                 | 28             |
| Bélgica - Ultratop Airplay (Valónia)          | 17             |
| Canadá - Canadian Hot 100                     | 28             |
| Canadá - Canada AC                            | 1              |
| Canadá - Canada Hot AC                        | 41             |
| Coreia do Sul - Gaon International Chart      | 77             |
| Escócia - Scottish Singles Chart              | 44             |
| Estados Unidos - Billboard Hot 100            | 78             |
| Estados Unidos - Billboard Adult Contemporary | 1              |
| Estados Unidos - Billboard Holiday 100        | 8              |
| Irlanda - Top 100 Singles                     | 68             |
| Japão - Japan Hot 100                         | 84             |
| Países Baixos - Mega Single Top 100           | 69             |
| Países Baixos - Dutch Top 40                  | 25             |
| Reino Unido - UK Singles Chart                | 30             |
| Suíça - Schweizer Hitparade                   | 73             |

| Tabela musical (2013)                         | Posição |
| --------------------------------------------- | ------- |
| Países Baixos - Dutch Top 40                  | 212     |
| Coreia do Sul - Gaon International Chart      | 113     |
| Tabela musical (2014)                         | Posição |
| Estados Unidos - Billboard Adult Contemporary | 43      |
| Países Baixos - Dutch Top 40                  | 161     |

## Histórico de lançamento
| País           | Data                   | Formato                  | Editora discográfica |
| -------------- | ---------------------- | ------------------------ | -------------------- |
| Estados Unidos | 5 de novembro de 2013  | Rádio adult contemporary | RCA Records          |
| Reino Unido    | 22 de novembro de 2013 | Descarga digital         | RCA Records          |
| Estados Unidos | 9 de dezembro de 2013  | Descarga digital         | RCA Records          |
| Alemanha       | 17 de dezembro de 2013 | EP digital de remisturas | RCA Records          |
| Austrália      | 17 de dezembro de 2013 | EP digital de remisturas | RCA Records          |
| Áustria        | 17 de dezembro de 2013 | EP digital de remisturas | RCA Records          |
| Portugal       | 17 de dezembro de 2013 | EP digital de remisturas | RCA Records          |